# Chamaecrista rotundata
Chamaecrista rotundata là một loài thực vật có hoa trong họ Đậu. Loài này được (Vogel) H.S.Irwin & Barneby miêu tả khoa học đầu tiên.

## Hình ảnh

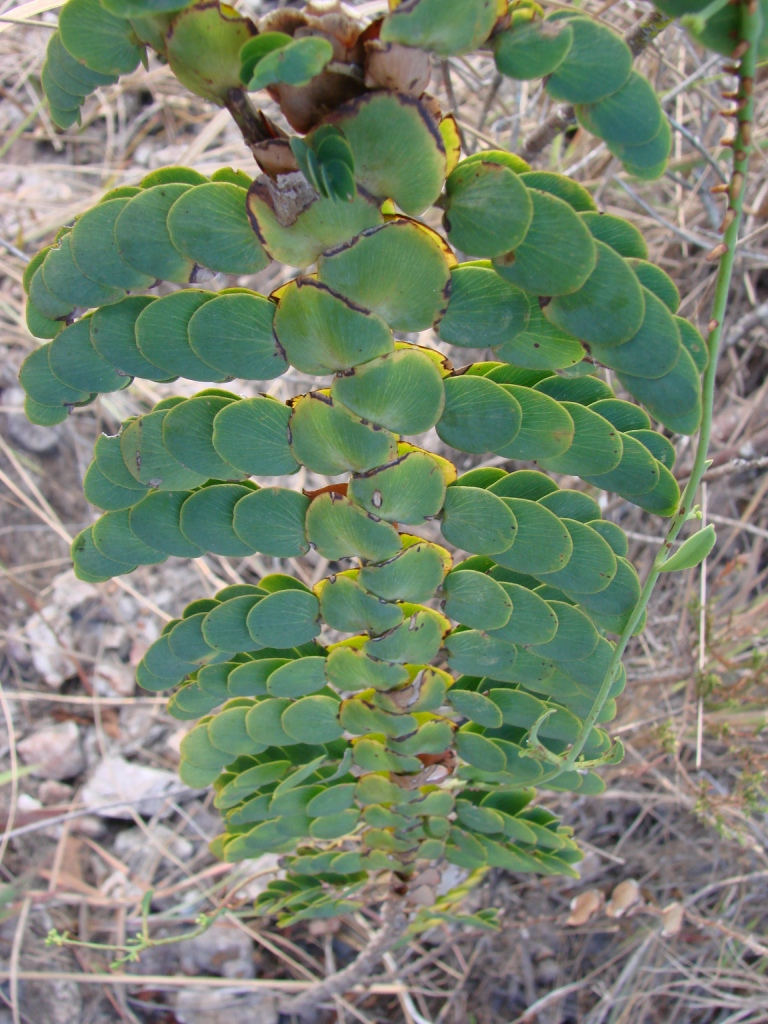
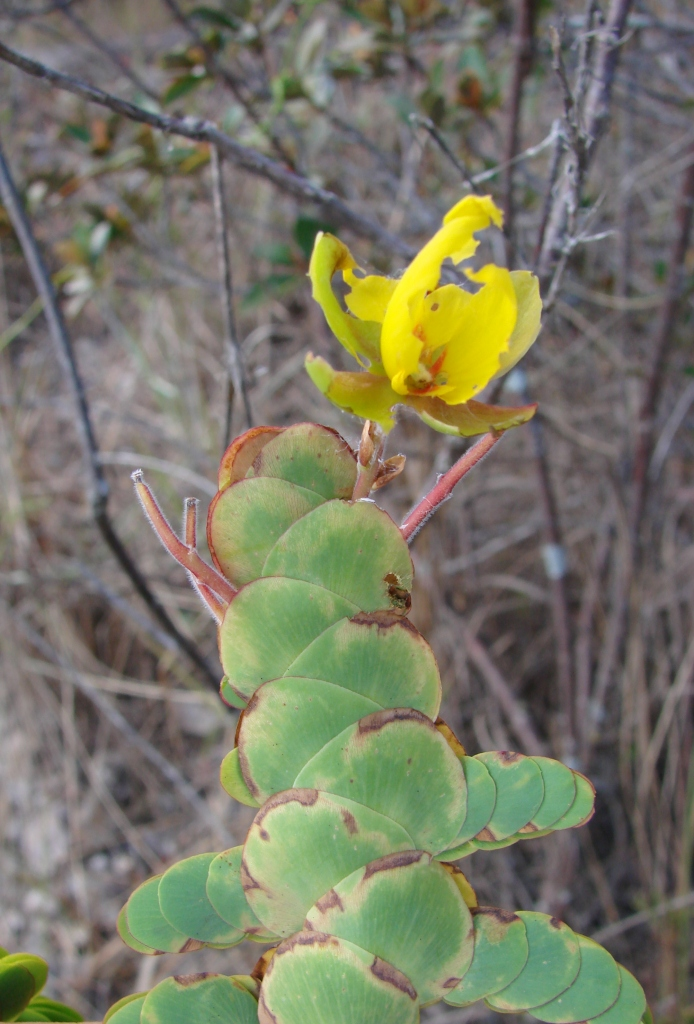